# 野田孝
野田 孝（のだ こう、1901年8月20日 - 1984年9月23日）は、日本の経営者。阪急百貨店社長、会長を務めた。

## 経歴
山梨県竜王町（現在の甲斐市）出身。1920年に甲府中学校を卒業後、旧制第一高等学校を目指して浪人していた。しかし、同年に同郷の小林一三に「（浪人してまで高校・大学に進学するより）早いとこ、実務についた方が良い」と勧められて、阪神急行電鉄に入社した。結婚まで小林一三の自宅に下宿し、結婚後も隣に自宅を構えていた。
1947年2月に京阪神急行電鉄（阪急電鉄）から分離した阪急百貨店の常務に就任し、専務を経て、1957年11月に社長に就任。清水雅が東宝の社長に就任したことによる。社長在任時には、日本一の食品売場を梅田本店に作るなど、阪急百貨店を高収益体質にした。24年近く社長を務めた後、1981年から会長を務めた。
日本百貨店協会会長を1962年から、1970年から、1980年からの3度にわたって務めた。2度目は8年前にやったばかりだと断ろうとしたが、3度目は断ることを諦めてしまった。3度目の協会長時代は岡田茂による三越事件で、三越が一方的に同業他社との対立を深めたことに頭を悩ませた。
1984年9月23日、心不全のために死去。83歳没。
10歳の時から続けた剣道を亡くなる直前まで欠かせなかった。

## 栄誉
- 藍綬褒章(1964年11月)
- 勲二等瑞宝章(1971年11月)
- イギリス・大英勲章(1975年3月)
- レジオン・ドヌール勲章(1979年)
- 勲一等瑞宝章(1982年11月)